# Beachy Head
Beachy Head – kredowe urwisko klifowe u południowego wybrzeża Anglii, niedaleko miasta Eastbourne w hrabstwie East Sussex, o wysokości 164 m n.p.m.
Beachy Head zostało uformowane w okresie kredy, kiedy obszar znajdował się pod wodą 65 milionów lat temu. W okresie kenozoiku nastąpiły ruchy wypiętrzające, które uformowały linię brzegową. Późniejsza erozja uformowała obecny kształt klifu.
Pierwsze wzmianki na temat brzegu pochodzą z 1274 roku, kiedy klif zwano Beauchef. W 1317 roku klif nosił nazwę Beaucheif. Obecna nazwa została nadana w 1724 roku. U podnóża klifu znajduje się zbudowana w 1902 roku latarnia morska Beachy Head.